# 早香
早香（はやか）とはミカン科の常緑樹で柑橘類の一種である。

## 来歴
「早香」は1972年に農研機構（旧果樹試験場口之津支場）にてウンシュウミカン（今村温州）と中野3号ポンカンの交配により育成された。1984年に開始された第5回カンキツ系統適応性検定及び特性検定試験において、果実品質が優秀であると認められ、1989年に「早香」と命名、「みかん農林6号」として登録された。

## 特性
果実は扁円形で150g程度、果皮は両親より薄く、橙色でポンカンに似た香りがある。また剥皮は容易である。糖度は13度以上、酸含量は0.8%程度である。ポンカンと同様に種子が多い。熟期は12月上中旬頃であるが、完全着色は12月中下旬頃である。
樹勢はやや強く、結実性に特に問題はない。ポンカンと比較して浮皮は少なく、ポンカンに多発する収穫期のす上がり現象が見られない。
カンキツかいよう病にはやや弱いが、そうか病には強い。カンキツトリステザウイルスによるステムピッキングの発生があるが、栽培管理上特に問題になるほどではない。